# Park Solankowy w Inowrocławiu

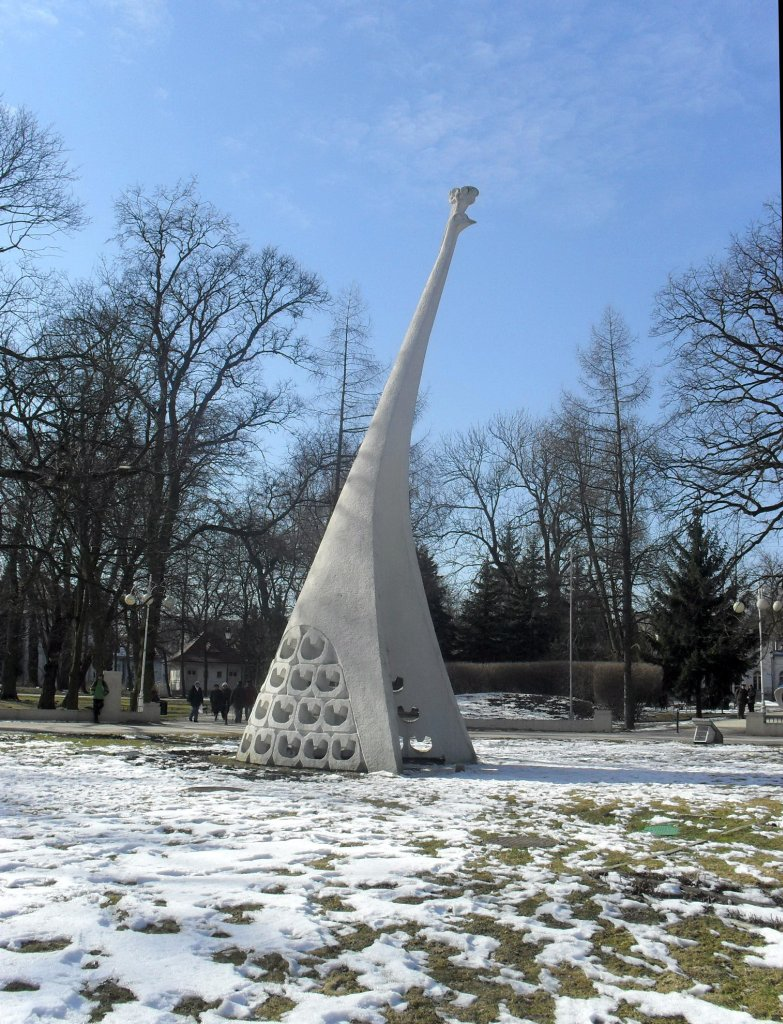
Rzeźba pawia

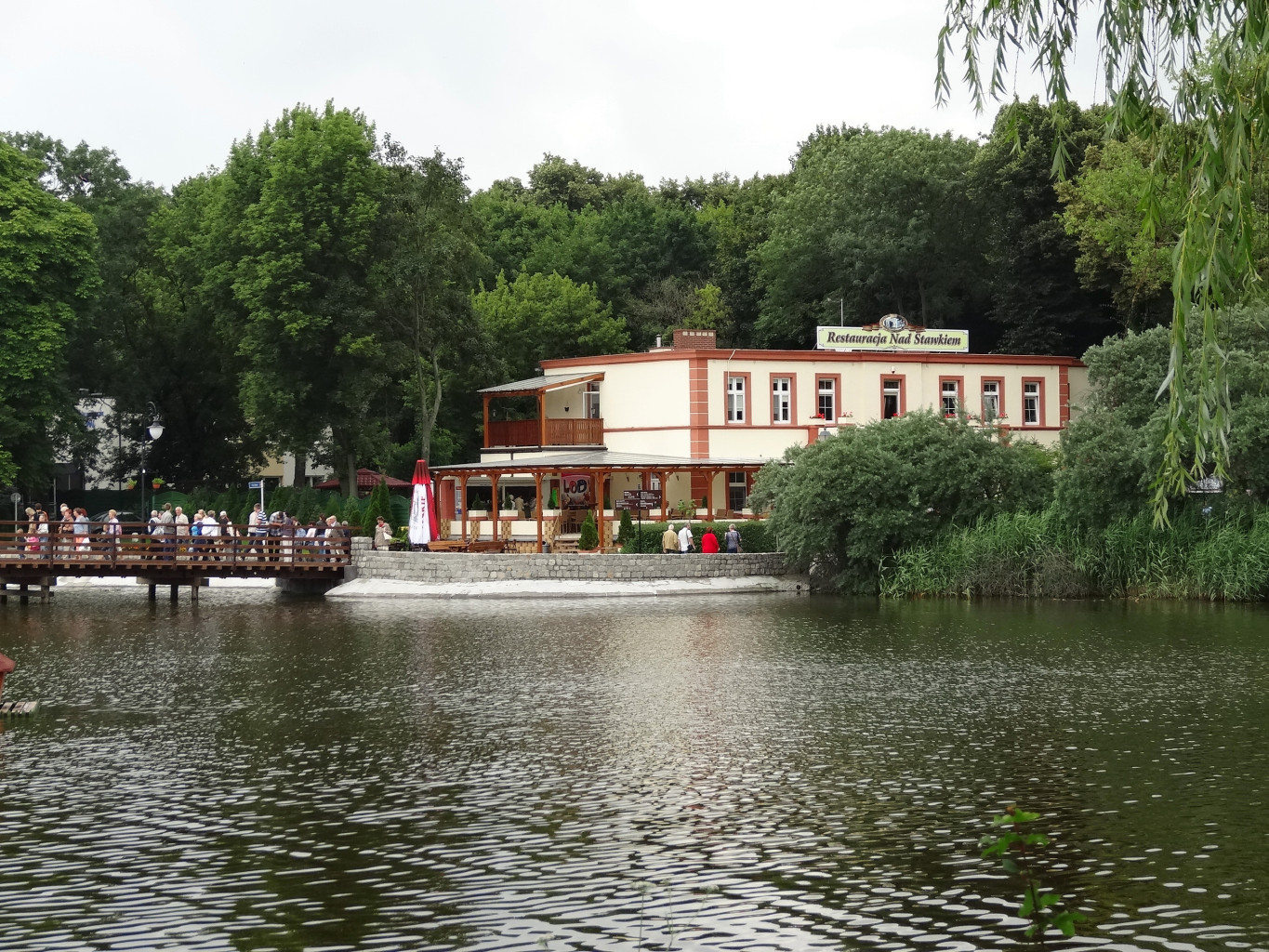
Staw parkowy. W oddali kawiarnia „Nad Stawkiem”

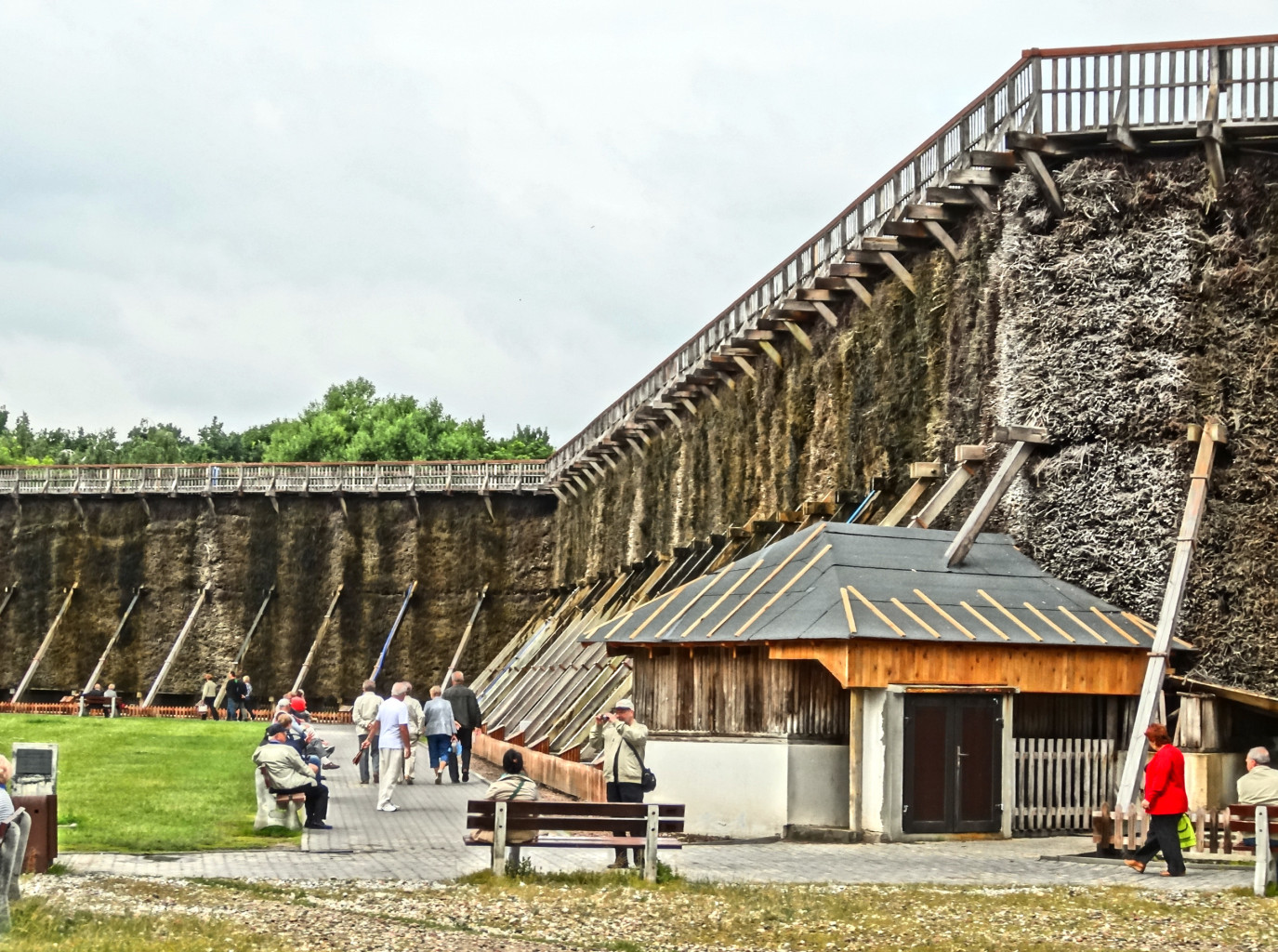
Tężnie solankowe

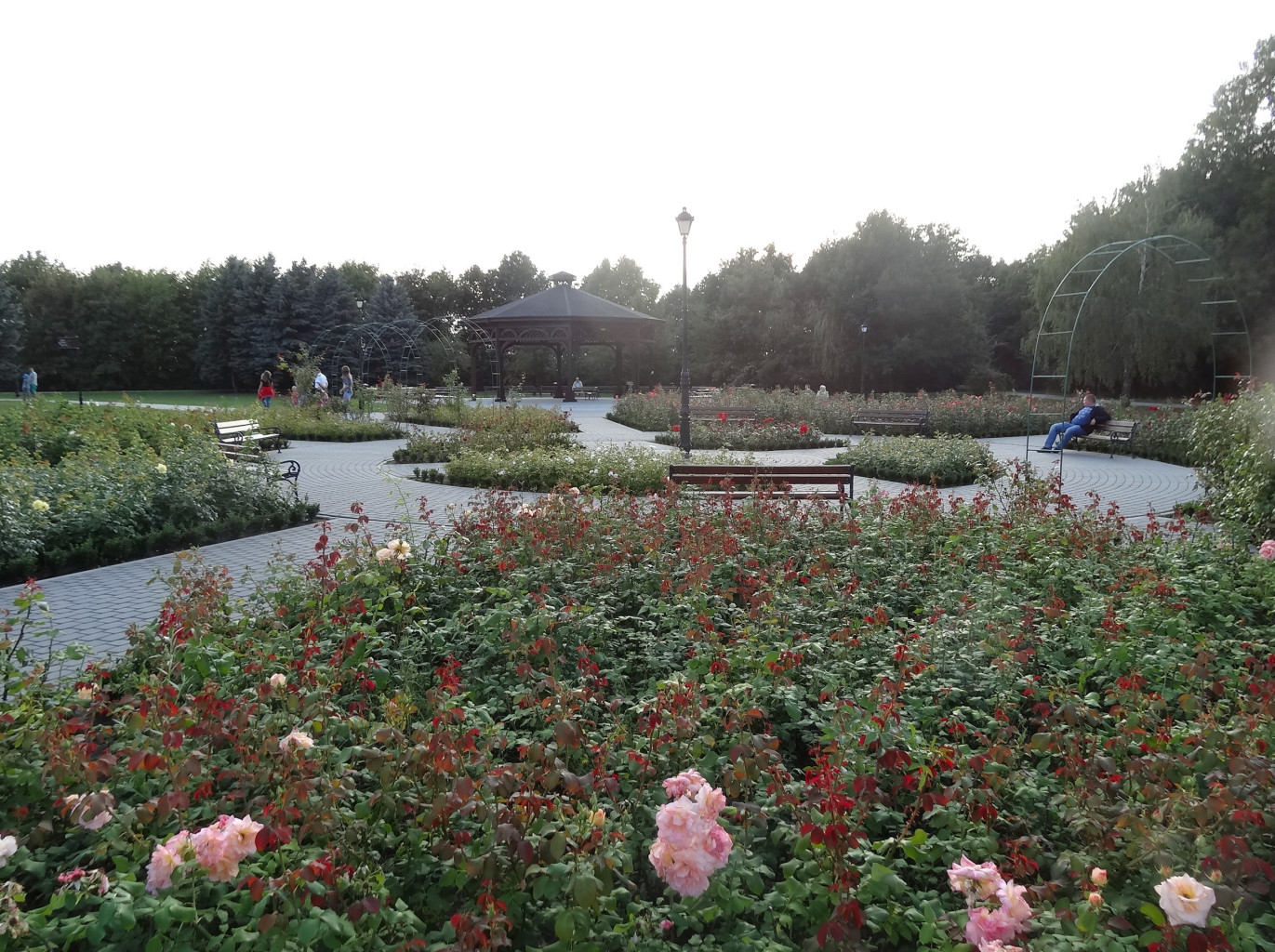
Ogród zapachów

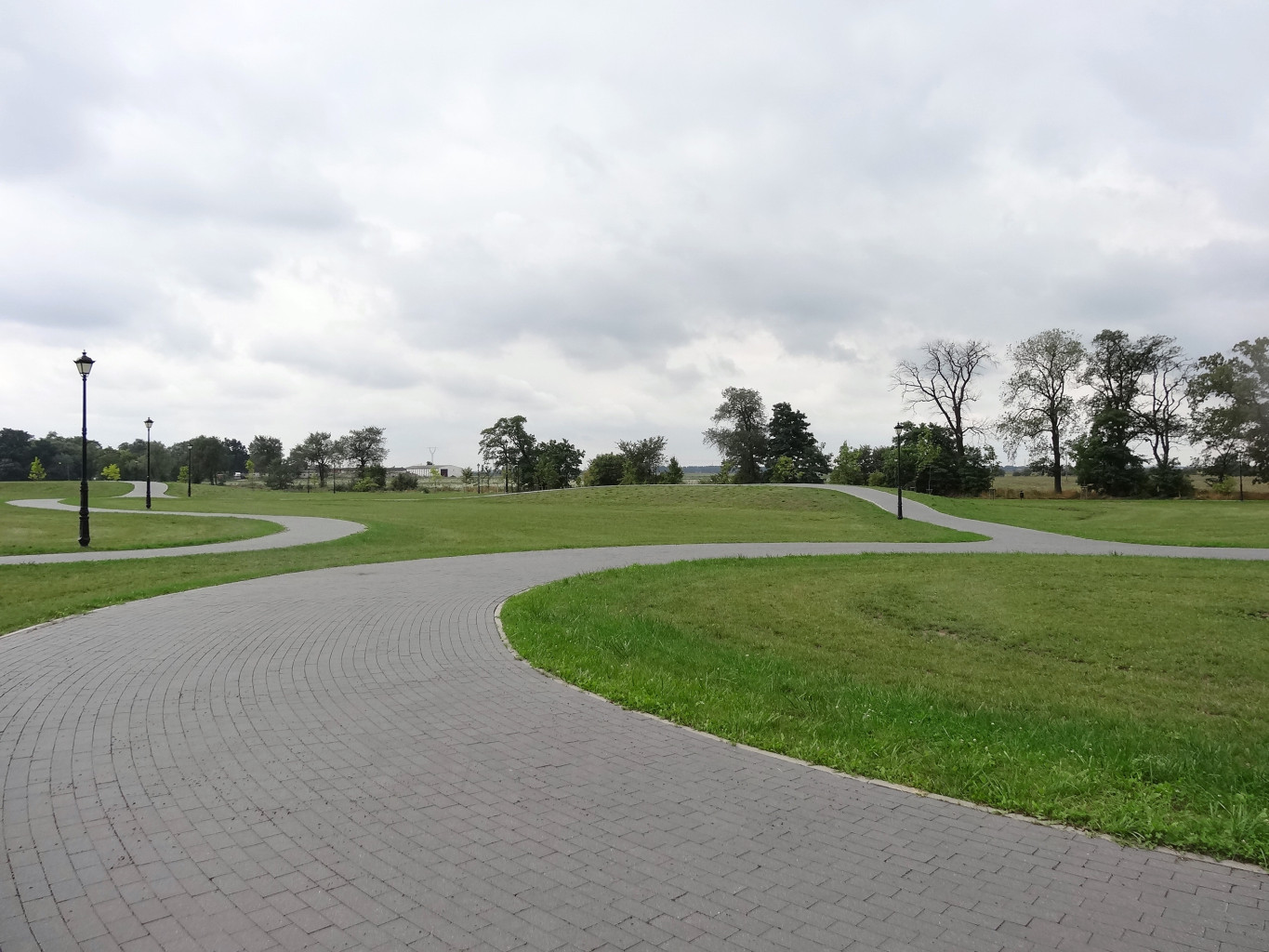
”Nowe Solanki” utworzone w 2012 roku

Park Solankowy w Inowrocławiu – park zdrojowy w Inowrocławiu, liczący 85 hektarów powierzchni.

## Lokalizacja
Park położony jest w zachodniej części miasta. Graniczy od wschodu z osiedlem Nowym, Zdrojowym, a od południa z osiedlem Rąbin. Zachodnia granica parku jest zarazem granicą miasta. 

## Charakterystyka
Park Solankowy o powierzchni 85 hektarów jest ogólnomiejskim centrum rekreacyjno-wypoczynkowym Inowrocławia oraz parkiem zdrojowym, w którym rozmieszczone są liczne jednostki lecznicze, rehabilitacyjne i wypoczynkowe Uzdrowiska Inowrocław. Znajduje się tu wiele obiektów przyrodniczych: pomniki przyrody, ogród zapachów, ukwiecone aleje, stawy jak również: tężnia solankowa, zakłady przyrodolecznicze, sanatoria, place zabaw, siłownie.  
W parku można wydzielić kilka stref przestrzennych:
- Stary park Solankowy – w części wschodniej; obejmuje m.in. starodrzew, muszlę koncertową, główne promenady otoczone dywanami kwiatowymi, dawne zakłady przyrodolecznicze i kąpielowe, ogrody papieskie, pijalnię wód z palmiarnią, główny staw parkowy, a w części północnej korty tenisowe; od wschodu graniczy z tzw. osiedlem Zdrojowym z willami i sanatoriami.
- Strefa tężni solankowych – w części zachodniej; obejmuje kompleks tężni otoczony urządzeniami rekreacyjnymi, ogród zapachowy oraz starodrzew izolujący park od linii kolejowej.
- Nowy park Solankowy – w części południowo-zachodniej, ze sztucznym stawem, alejkami oraz młodnikiem z nowo posadzonych drzew,

### Przyroda
Wśród starodrzewu parkowego znajdują się m.in.: klony, jesiony, kasztanowce, lipy, jawory, dęby, platany, sosny, wierzby. Są wśród nich liczne pomniki przyrody: dęby szypułkowe (10 szt.), topole białe i czarne (6 szt.), platany klonolistne, lipy drobnolistne, robinie akacjowe, żywotniki wschodnie. Pomnikiem przyrody nieożywionej jest głaz narzutowy „Edmund”. Latem aleje upiększane są dywanami kwiatowymi. 
W ogrodach zapachowych kwitną w sezonie róże, piwonie, lilie oraz liczne zioła. W 2008 roku urządzono tzw. Ogrody Papieskie, których układ przestrzenny wzorowano na Ogrodach Watykańskich. Przy doborze roślin uwzględniono większy udział roślin iglastych. 
Na terenie parku znajduje się kilka stawów. Nad jednym z nich znajduje się most dla pieszych („Nad Stawkiem”) wiodący do tężni. Natomiast w nowej części parku Solankowego przy sztucznym stawie powstała piaszczysta plaża. 

### Tężnie solankowe
W 2001 roku w zachodniej części parku urządzono tężnie solankowe w kształcie dwóch połączonych ze sobą wieloboków. Mierzą one 9 m wysokości i mają 300 m długości. W ich sąsiedztwie w powietrzu unoszą się aerozole, które pomagają w leczeniu schorzeń górnych dróg oddechowych, nadciśnienia, alergii. Na koronie tężni znajduje się taras widokowy.

### Rzeźby i pomniki
Charakterystycznym elementem parku Solankowego jest ogromny paw będący jednocześnie zegarem słonecznym. Poza tym przy alejach można spotkać pomnik założyciela uzdrowiska Zygmunta Wilkońskiego, ławeczkę z rzeźbą gen. Władysława Sikorskiego, ławeczkę "Krukówkę", Ziemowita, Trzech Gracji, okolicznościowe rzeźby i tablice pamiątkowe. W pijalni wody mineralnej „Inowrocławianka” ustawiono ławeczkę z rzeźbą „Teściowej”.

### Infrastruktura rekreacyjna
Na terenie parku urządzono ścieżki dla pieszych, rolkarzy i rowerzystów. Przy kompleksie tężni znajduje się plac zabaw dla dzieci, siłownia zewnętrzna, park linowy, strefa Street workout, kręgielnia, minigolf oraz stoliki do gry w szachy. W pobliżu urządzono pijalnię wód „Inowrocławianka” z palmiarnią i tzw. chatą kujawską. W północnej części parku znajdują się korty tenisowe. Na skraju parku zlokalizowany jest Teatr Letni z ławkami dla 1500 widzów, a w jego centrum – muszla koncertowa. 

### Dębowa Aleja Gwiazd
W pobliżu tężni zlokalizowana jest również Dębowa Aleja Gwiazd. Od 2005 drzewka (dęby, klony lub platany) posadzili tu m.in. Irena Kwiatkowska, Barbara Krafftówna, Bogusław Linda, Joanna Brodzik, Irena Szewińska, Wojciech Kilar, Krzysztof Penderecki, Grzegorz Turnau, Irena Santor, Natalia Kukulska i Zbigniew Wodecki. 

### Ścieżka dydaktyczna
Na terenie parku wytyczona jest ścieżka dydaktyczna, która ukazuje okazy przyrodnicze, obiekty architektoniczne i walory lecznicze parku. Obejmuje ona spacer główną promenadą od wejścia przy pomniku pawia, poprzez most nad stawem do tężni, następnie Dębową Aleją Gwiazd w kierunku tzw. Nowych Solanek. 

### Imprezy kulturalne
W muszli koncertowej parku przez cały rok odbywają się imprezy kulturalne i rozrywkowe adresowane dla kuracjuszy, gości i mieszkańców Inowrocławia. W Teatrze Letnim oraz na scenie aranżowanej przy tężniach mają także miejsce cykliczne imprezy artystyczne:
- Ogólnopolski Festiwal Młodzieżowych Orkiestr Dętych,
- Przegląd Artystyczny Chórów Województwa Kujawsko-Pomorskiego „Wiosna w Solankach”,
- Muzyczne Lato w Tężni,
- Inowrocławska Noc Solannowa (ostatnia sobota lipca od 2006, z udziałem Grzegorza Turnaua)
- Inowrocławskie Lato Muzyczne,
- Inowrocławska Gala Operowo-Operetkowa.

## Historia

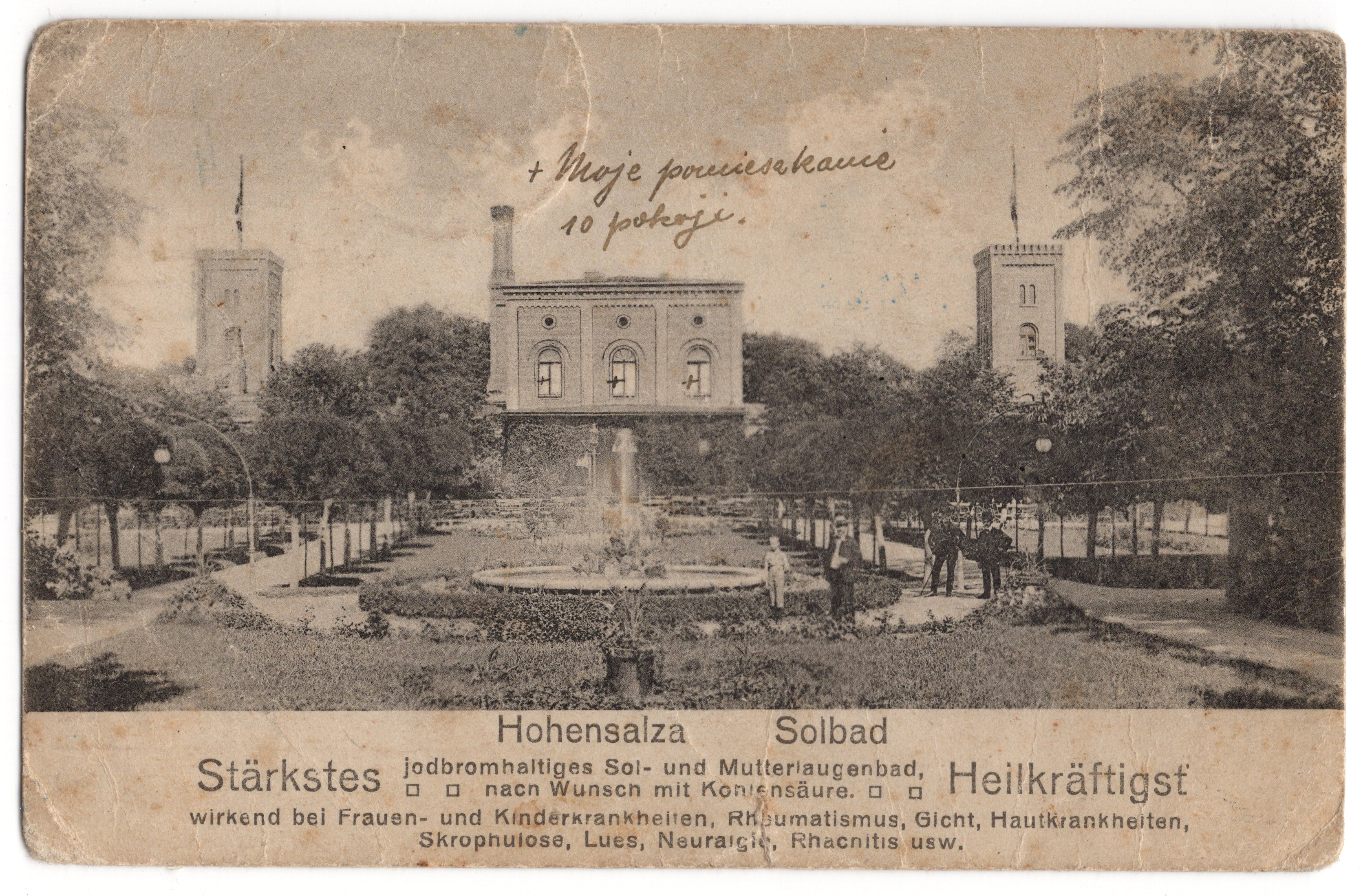
Pocztówka z 1922 roku, z parkiem zdrojowym w Inowrocławiu

Park Solankowy w Inowrocławiu założono w 1876 roku wraz z powstaniem uzdrowiska. Dzięki inicjatywie miejscowego działacza Lucjana Grabskiego urządzono według projektu ogrodnika Michała Budzińskiego ogród francuski o układzie geometrycznym i powierzchni 1 ha, okalający pierwotny zakład kąpielowy. Od narożnika parku w kierunku miasta urządzono aleję obsadzoną drzewami i krzewami róż – dziś ul. Solankową. Od strony północnej powstała  dwutraktowa aleja do jazdy konnej. W skład parku włączono staw położony w jego południowo-zachodnim narożniku. Na początku XX wieku wytyczono nowe ścieżki parkowe, łączące poszczególne obiekty uzdrowiskowe. Główne aleje przecinały teren parku na linii północ-południe i wschód-zachód i krzyżowały się na placu z fontanną, gdzie znajduje się muszla koncertowa i pijalnia wód. W 1910 wybudowano cieplarnię dostarczającą roślin ozdobnych (obecnie znajduje się tam kawiarnia).
W 1925 park poszerzono w kierunku południowym o obszar 42,5 ha, nazywając go „Nowymi Solankami”. W północno-zachodnim narożniku parku urządzono korty tenisowe, a na stawie sztuczną wyspę połączoną z lądem drewnianym mostkiem. Obok stawu zbudowano kawiarnię „Nad stawkiem”, w której można było wypożyczać łodzie. Do stawu przylegał mini ogród botaniczny i zoologiczny. W latach 60., 70. i 80. na obrzeżach parku powstało kilka sanatoriów branżowych oraz sanatorium „Kombatant” należące do Uzdrowiska. 
W latach 70. XX w. w programie rozwoju Uzdrowiska Inowrocław zaplanowano powiększenie całego kompleksu parkowo-uzdrowiskowego o dalsze około 60 ha w kierunku południowo-zachodnim. Począwszy od lat 90. XX w. rozpoczęto rewitalizację parku pod kątem wyeksponowania atrakcji przyrodniczych i rozrywkowych.
W 2001 oddano do użytku tężnię solankową jako trzeci tego typu obiekt w kraju i dziewiąty w Europie, w 2005 – ławkę gen. Władysława Sikorskiego, w 2006 – podświetlene fontanny na stawie, w 2008 – część parku na nowo zaaranżowano pod nazwą Ogrody Papieskie.  
W 2012 roku park poszerzono w kierunku południowo-zachodnim. Znajduje się tam tzw. „Nowy park Solankowy”, gdzie wśród młodych nasadzeń drzew zaaranżowano alejki spacerowe, staw, wiaty rekreacyjne, grillowisko, a także ogród zapachów i kolorów. W 2013 wzniesiono palmiarnię oraz pijalnię wód „Inowrocławianka” korzystając ze wsparcia ze środków Unii Europejskiej (2,3 mln zł). W tym roku w sąsiedztwie hotelu „Park" i basenu odkrytego oddano również do użytku basen „Inowrocławskie Termy”, w którym zamiast wody używana jest solanka.